# Carl Gustaf Roos
Carl Gustaf Roos även, före 1705, Carl Gustaf Roos af Hjelmsäter, född 25 december 1655, död 2 maj 1722, friherre, karolinsk krigare.
Efter att enligt traditionen ha utbildats i utländsk tjänst deltog Carl Gustaf Roos i Karl XI:s danska krig. Efter Karl XII:s trontillträde följde han denne i fält. Roos utmärkte sig i slaget vid Narva år 1700 och befordrades därefter till överste, tillika chef för Närke-Värmlands regemente (1701).
Carl Gustaf Roos upphöjdes till friherrlig värdighet år 1705. Han hade dessförinnan haft tillnamnet Roos af Hjelmsäter, men kom efter upphöjelsen att kallas enbart "Roos".
År 1706 blev Roos generalmajor och deltog som sådan i slaget vid Poltava den 28 juni 1709. Vid detta slag blev han, tillsammans med bland andra Hugo Johan Hamilton, tillfångatagen och fördes i sinom tid till Moskva i fångenskap.
Roos avled år 1722 på hemväg, sedan han frigivits ur fångenskap efter freden i Nystad 1721.
Carl Gustaf Roos var far till friherre Axel Erik Roos (1684–1765).